# Novo Selo Koreničko
Novo Selo Koreničko – wieś w Chorwacji, w żupanii licko-seńskiej, w gminie Plitvička Jezera. W 2011 roku liczyła 12 mieszkańców.